# Manon Albinus
Manon Albinus (* 13. Mai 1975) ist eine belgische Badmintonspielerin. 

## Karriere
Albinus wurde 1993 Dritte bei den Junioren-Europameisterschaften im Mixed. 1998 siegte sie erstmals bei den nationalen Titelkämpfen. Sieben weitere Titel folgten bis 2002, ehe sie 2011 noch  einmal einen Titel gewinnen konnte. International war sie 1998 bei den Irish Open erfolgreich. 1999 nahm sie an den Weltmeisterschaften teil.

## Sportliche Erfolge
| Saison    | Veranstaltung                  | Disziplin   | Platz | Name                            |
| --------- | ------------------------------ | ----------- | ----- | ------------------------------- |
| 1993      | Junioren-Europameisterschaft   | Mixed       | 3     | Rolf Monteneiro / Manon Albinus |
| 1997/1998 | Belgien: Einzelmeisterschaften | Mixed       | 1     | Wouter Claes / Manon Albinus    |
| 1997/1998 | Belgien: Einzelmeisterschaften | Damendoppel | 1     | Mallory Gosset / Manon Albinus  |
| 1998      | Irish Open                     | Mixed       | 1     | Ruud Kuijten / Manon Albinus    |
| 1998/1999 | Belgien: Einzelmeisterschaften | Mixed       | 1     | Ruud Kuijten / Manon Albinus    |
| 1998/1999 | Belgien: Einzelmeisterschaften | Damendoppel | 1     | Peggy Mampaey / Manon Albinus   |
| 1999      | Weltmeisterschaft              | Mixed       | 33    | Ruud Kuijten / Manon Albinus    |
| 1999/2000 | Belgien: Einzelmeisterschaften | Mixed       | 1     | Ruud Kuijten / Manon Albinus    |
| 1999/2000 | Belgien: Einzelmeisterschaften | Damendoppel | 1     | Peggy Mampaey / Manon Albinus   |
| 2000/2001 | Belgien: Einzelmeisterschaften | Mixed       | 1     | Wouter Claes / Manon Albinus    |
| 2000/2001 | Belgien: Einzelmeisterschaften | Damendoppel | 1     | Peggy Mampaey / Manon Albinus   |
| 2001/2002 | Belgien: Einzelmeisterschaften | Mixed       | 1     | Wouter Claes / Manon Albinus    |

## Referenzen
- Manon Albinus beim Badminton-Weltverband

| Personendaten    | Personendaten                |
| ---------------- | ---------------------------- |
| NAME             | Albinus, Manon               |
| KURZBESCHREIBUNG | belgische Badmintonspielerin |
| GEBURTSDATUM     | 13. Mai 1975                 |